# Barryscourt Castle
Barryscourt Castle (irisch-gälisch: Caisleán Chúirt an Bharraigh) ist eine Burg im Osten des irischen County Cork, in der Nähe der Stadt Carrigtwohill.

## Geschichte
Das Gelände, auf dem heute Barryscourt Castle steht, war in den letzten über 1000 Jahren besiedelt; man fand Beweise für die Existenz einer hölzernen Wassermühle, die irgendwann im 7. Jahrhundert in der Nähe eines Wasserlaufes auf dem Gelände errichtet wurde, lange bevor dort irgendeine Art von Festung existierte. Barryscourt fiel im 12. Jahrhundert in die Hände der anglonormannischen Familie De Barry; Mauerwerksreste, die man auf dem Gelände fand, könnten Überreste einer weiteren Wassermühle sein oder die einer frühen Festung, die die De Barrys bauen ließen.
Während die Ländereien der De Barrys in verschiedenen Teilen des County Cork zwischen den einzelnen Zweigen der Familie aufgeteilt wurden, blieb Barryscourt in Händen des mächtigsten Zweiges, der Barrymores (Barra mór bedeutet im Deutschen „große Barrys“). Die Barrymore-Linie starb später aus und sie fiel Barryscourt 1556 an einen entfernten Vetter, James FitzRichard von den Barryroes (Barra Rúa, dt.: „Rote Barrys“). Das heutige Tower House in Barryscourt wurde vermutlich in der Spätzeit der Barrymores errichtet, entweder Ende des 15. oder Anfang des 16. Jahrhunderts. Dem Baustil nach kann man es auf etwa 1550 datieren; es wurde der Familiensitz der Barrys.
Die Barrys nahmen an den Desmond-Rebellionen 1569 und 1579 teil und 1581 zerstörten sie die Burgen der Familie oder beschädigten sie ernstlich, um die englischen Truppen von deren Eroberung abzuhalten. Dies traf auch auf Barryscourt Castle zu, das von einer Armee unter der Führung von Sir Walter Raleigh bedroht wurde. Nach der Niederschlagung der zweiten Rebellion wurden die Barrys von Königin Elisabeth I. von England begnadigt und Barryscourt Castle wurde repariert. Damals wurde auch der zweite Mauerring oder Einfriedung hinzugefügt, der den Innenhof umschloss und drei Ecktürme hatte.
Barryscourt war ab 1617 nicht mehr der Hauptsitz der Familie Barry, aber war offensichtlich immer noch viele Jahre lang danach eine wichtige Festung, da sie 1645, in den irischen Konföderationskriegen, angegriffen und eingenommen wurde. Die Spuren der Einschläge der bei diesem Angriff auf die Burg abgefeuerten Kanonenkugeln kann man heute noch an den Burgmauern sehen.
Später wurde Barryscourt Castle nicht mehr genutzt und die Familie Coppinger (die das Anwesen von den Barrys übernommen hatten) ließen Anfang des 18. Jahrhunderts ein Haus in der Nähe der Burg errichten. Dieses Haus ist allerdings längst wieder verschwunden. 1987 wurde der Barryscourt Trust gegründet, um die Burg zu erhalten und als Denkmal zu entwickeln. In den 1990er-Jahren wurden die relativ unbeschädigten Außenmauern des Tower House von Dúchas repariert und das Gebäude mit einem neuen Dach versehen und heute ist Barryscourt Castle ein beliebtes Baudenkmal, das vom Office of Public Works verwaltet wird. Das Innere ist so eingerichtet, wie es wohl im 16. Jahrhundert war. Es gibt täglich kostenlose, geführte Touren durch die Burg.

## Architektur

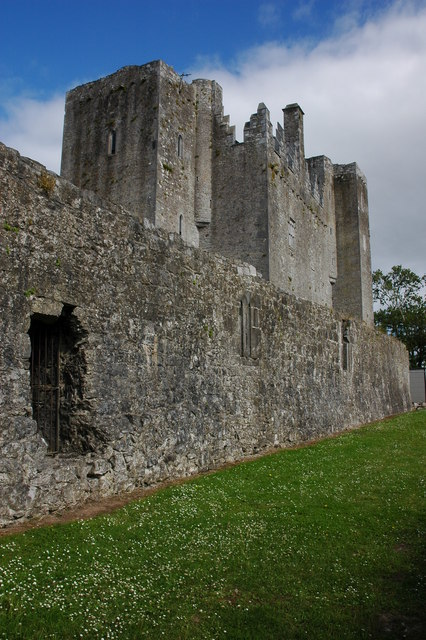
Barryscourt Castle

Barryscourt Castle wurde in einem für Irland des 16. Jahrhunderts sehr typischen Stil erbaut. Es bestand aus einem zentralen Tower House mit kleineren Anbauten, die um das Hauptgebäude im Hof angeordnet waren. Das Ganze wurde durch eine äußere Einfriedung oder Kurtine mit drei kleineren Türmen geschützt. Ein großes Gebäude stand einst nehen dem Tower House, vermutlich ein Rittersaal, aber davon sind nur noch Ruinen erhalten. Das Tower House liegt in der Südwestecke des nahezu rechteckigen Hofes, dessen Eingang sich ganz in der Nähe in der südlichen Kurtine befindet. In der nördlichen Kurtine gibt es ein kleineres Tor. Das Verlies ist so angelegt, dass man die Gefangenen von oben hineinfallen lassen konnte. Drei kleinere Türmchen ragen an den Ecken im Nordosten, Südosten und Südwesten des Hauptturmes auf. Diese drei Türmchen sind fünf Stockwerke hoch, während der Hauptblock des Turms nur drei Stockwerke hoch ist.